# Kunstcollectie van het Europees Parlement
De Kunstcollectie van het Europees Parlement is een sinds 1980 bestaande verzameling van beeldende kunst van het Europees Parlement.

## Toelichting
Op aansturen van Simone Weil startte het Europees Parlement met het aanleggen van een verzameling beeldende kunst. Zoals bij nationale parlementen gebruikelijk is, wilde zij ook op Europees niveau een collectie vormen en deze ontsluiten via tentoonstellingen. Er volgden een reeks aankoopgolven die de uitbreiding van de Europese Unie weerspiegelen. De teller staat nu (2014) op 550 schilderijen, beeldhouwwerken en andere beeldende kunst uit 27 lidstaten van de Europese Unie (kunstenaars uit Kroatië zijn niet vertegenwoordigd). Daarbij ging de keuze voornamelijk naar jonge, beloftevolle kunstenaars die een kunstcarrière startten. In het bestand zitten ook 120 schenkingen en 23 permanente uitleningen. Met dit initiatief wil het parlement het Europese artistieke en creatieve streven ondersteunen en de Europese culturele diversiteit promoten.
De collectie is te zien in de gebouwen van het Europees Parlement in Brussel, Straatsburg en Luxemburg. Sinds december 2011 zag een virtuele galerij het leven. 
Naar aanleiding van het gedenkjaar van Karel de Grote in 2014 werden er in de tentoonstelling De erfenis van Karel de Grote 814-2014 kunstwerken uit de Europese collectie in Aken tentoongesteld. Er was onder meer werk te zien van Todor Azmanov, Nikos en Pantelis Sotiriadis, Rafal Olbinski en Pavlos Dionyssopoulos. In deze werken vertalen de genoemde kunstenaars de Europese gedachte. 